# Додор, Анатолий Прокофьевич
Анатолий Прокофьевич Додор (1939—2011) — токарь, Герой Социалистического Труда (1971). Член Центральной ревизионной комиссии КПСС (1971—1981).

## Биография
Родился в 1939 году в городе Новороссийске Краснодарского края.
С 1955 года жил в Нижнем Тагиле, работал токарем 1-го механосборочного цеха «Уралвагонзавода».
За время своей работы Додор стал одним из лучших токарей завода, постоянно перевыполнял планы, активно обучал молодых специалистов, занимался внедрением передовых рационализаторских методов научной организации труда. Одним из первых в цеху он получил звания «Ударник коммунистического труда» и «Отличник социалистического соревнования». Во время восьмой пятилетки Додор сделал 10,2 годовых нормы.
Указом Президиума Верховного Совета СССР от 5 апреля 1971 года Анатолий Додор был удостоен высокого звания Героя Социалистического Труда с вручением ордена Ленина и медали «Серп и Молот».
Позднее Додор перешёл на работу мастером в цех товаров народного потребления «Уралвагонзавода». Активно занимался общественной деятельностью, избирался делегатом XXIV и XXV съездов КПСС, членом обкома и горкома КПСС, членом ЦК профсоюза, председателем заводского совета ветеранов. В 2001 году он вышел на пенсию. 7 октября 2011 года трагически погиб, попав под машину. Похоронен в Нижнем Тагиле на кладбище «Пихтовые горы».
Почётный гражданин Нижнего Тагила, Заслуженный машиностроитель Российской Федерации, Заслуженный уралвагнозаводец. Был также награждён орденом Октябрьской Революции и рядом медалей.